# Luthu Dayah Krueng
Luthu Dayah Krueng is een bestuurslaag in het regentschap Aceh Besar van de provincie Atjeh, Indonesië. Luthu Dayah Krueng telt 571 inwoners (volkstelling 2010).